# رود ایرگیز
رود ایرگیز (به قزاقی: Irgiz) یک رود در قزاقستان است که در استان آق‌تپه واقع شده‌است.